# ジャケ買い
ジャケ買い（ジャケがい）とは、レコード、CD、VHS、LD、DVD、本などのメディア商品を内容を全く知らない状態で、店頭などで見かけたパッケージデザインから好印象を受けたということを動機として購入すること。ジャケット買いとも言われる。
同様の過程を経て借りるときにはジャケ借りという言葉が使われる。音楽や映像について内容確認が難しかった1990年代までは頻繁に行われた。
近年になって、文庫本の販促策として、映画化やドラマ化されたときの写真やアイドルの写真を使ったり、人気の漫画家やイラストレーターによる新奇なパッケージイラストを採用した上で出版された古典的な作品（太宰治の『人間失格』など）にブックカバー（book jacket）を付けたものがジャケ買いされるといった形で順調な売上成果を出している。